# ساولکراستی
ساولکراستی (به آلمانی: Neubad) شهرکی در لتونی با جمعیت ۳٬۳۴۱ نفر است که در saulkrasti municipality واقع شده‌است.